# Jan Cornelis van Eijck
Jan Comelis van Eijck (gedoopt Gouda, 12 april 1709 – aldaar begraven, 22 februari 1768) was een Nederlandse schout.

## Leven en werk
Van Eijck werd in 1709 geboren als zoon van de invloedrijke Goudse burgemeester Huijbert van Eijck en van Catharina Boudens. Zijn oudere broer Vincent vervulde tal van regentenfuncties in Gouda, waaronder het burgemeesterschap. Voor Jan Cornelis resteerden functies als sluismeester van de grote sluis en kerkmeester. In 1733 werd Van Eijck benoemd tot schout en secretaris van het nabij Reeuwijk gelegen Middelburg, als opvolger van zijn grootvader Vincent van Eijck die op 28 juni 1733 was overleden. Op 3 mei 1740 trouwde hij met Adriana Willemina van der Hoeve, dochter van de Goudse regent en burgemeester mr. Frederik van der Hoeve. In 1761 werd hij als schout van Middelburg opgevolgd door zijn zwager Jacob Kumsius, die gehuwd was met Catharina van der Hoeve. Van Eijck overleed in februari 1768 op 58-jarige leeftijd in zijn woonplaats Gouda.